# José de la Riva-Agüero y Looz-Corswarem
José de la Riva-Agüero y Looz-Corswarem, né le 25 mai 1827 à Bruxelles et mort le 16 août 1881 à Lima, est un diplomate et homme politique péruvien.

## Biographie
José de la Riva-Agüero y Looz-Corswarem est le fils du président José de la Riva Agüero y Sánchez Boquete et de la princesse Caroline-Arnoldine de Looz-Corswarem. Marié avec María de las Mercedes Riglos y Díaz de Rávago, il est le père du président du Conseil Enrique de la Riva Agüero Riglos (es) et le grand-père de José de la Riva-Agüero y Osma.

## Mandats et fonctions
- Député : 1860
- Ministre des Finances : 1872
- Ministre des Affaires étrangères : 1872-1875
- Sénateur : 1878-1891
- Président du Sénat : 1878